# 杨春贵
杨春贵（1936年—），男，辽宁阜新人，中华人民共和国马克思主义哲学家，中共中央党校原副校长、教授，第九届全国政协委员。